# Josef Samek
Josef Samek (ur. 6 listopada 1957 we Vrchlabí) – czechosłowacki skoczek narciarski. Najlepsze wyniki w Pucharze Świata osiągnął w sezonie 1981/1982, kiedy zajął 16. miejsce w klasyfikacji generalnej.
Wystąpił na mistrzostwach świata w Oslo, igrzyskach w Lake Placid oraz mistrzostwach świata w lotach w Planicy, ale bez sukcesów.

## Puchar Świata w skokach narciarskich

### Miejsca w klasyfikacji generalnej
- sezon 1979/1980: 86. miejsce
- sezon 1980/1981: 31. miejsce
- sezon 1981/1982: 16. miejsce

### Miejsca na podium chronologicznie
- Sankt Moritz 27 stycznia 1982 - 2. miejsce

## Igrzyska olimpijskie
- Indywidualnie
  - 1980 Lake Placid (USA) – 23. miejsce (duża skocznia), 37. miejsce (normalna skocznia)

## Mistrzostwa świata w lotach
- Indywidualnie
  - 1979 Planica (YUG) – 5. miejsce

## Mistrzostwa świata
- Drużynowo
  - 1982 Oslo (NOR) – 23. miejsce (duża skocznia), 14. miejsce (normalna skocznia)